# 阿姆拉·莎狄科維奇
阿姆拉·莎狄科維奇（英語：Amra Sadiković，1989年5月6日—）是瑞士职业网球女运动员，2009年轉職業。她的WTA生涯最高單打排名為第39（2012年5月7日）。